# Map of the Soul Tour
BTS Map of the Soul Tour là chuyến lưu diễn thế giới thứ tư của nhóm nhạc Hàn Quốc BTS nhằm quảng bá cho chuỗi Map of the Soul của nhóm, bao gồm mini album Map of the Soul: Persona và album phòng thu Map of the Soul: 7. Chuyến lưu diễn được công bố vào ngày 22 tháng 1 năm 2020 và dự kiến bắt đầu vào ngày 11 tháng 4 tháng 4 năm 2020 tại sân vận động Olympic ở Seoul, Hàn Quốc cho đến khi bị hoãn lại do đại dịch COVID-19. Buổi hòa nhạc trực tuyến Map of the Soul ON:E kéo dài 2 ngày được tổ chức vào ngày 10–11 tháng 10 năm 2020 để thay thế cho chuyến lưu diễn thế giới bị hoãn. Tổng cộng, buổi hòa nhạc có sự tham dự của 993.000 khán giả đến từ 191 quốc gia và vùng lãnh thổ. Chuyến lưu diễn thế giới bị hoãn sau cùng bị hủy bỏ vào ngày 19 tháng 8 năm 2021 do các tình huống không chắc chắn và những lo ngại về COVID-19.

## Bối cảnh
Ngày 21 tháng 1 năm 2020, nhóm lần đầu tiên công bố 38 buổi diễn trải dài khắp châu Á, Bắc Mỹ và châu Âu. Các chặng diễn ở Bắc Mỹ và châu Âu được mở rộng so với các chuyến lưu diễn trước đó do lượng yêu cầu cao từ khán giả. Ngày 27 tháng 2 năm 2020, nhóm hủy bỏ tất cả 4 buổi diễn tại Hàn Quốc trong bối cảnh đại dịch COVID-19. Ngày 26 tháng 3 năm 2020, nhóm hoãn tất cả 18 buổi diễn ở Bắc Mỹ vì đại dịch COVID-19 tiếp tục gây ra những lo ngại về sức khỏe. Ngày 28 tháng 4 năm 2020, BTS thông báo rằng toàn bộ chuyến lưu diễn sẽ bị hoãn lại do đại dịch COVID-19. Ngày 19 tháng 8 năm 2021, Big Hit Music thông qua Weverse rằng toàn bộ chuyến lưu diễn thế giới đã bị hủy bỏ do những tình huống không chắc chắn.

## Lịch trình

### Buổi hòa nhạc bị hủy
| Ngày             | Thành phố       | Quốc gia    | Địa điểm                            | Nguyên nhân                                                | Nguồn |
| ---------------- | --------------- | ----------- | ----------------------------------- | ---------------------------------------------------------- | ----- |
| 11 tháng 4, 2020 | Seoul           | Hàn Quốc    | Sân vận động Olympic Seoul          | Lo ngại về đại dịch COVID-19 và tình huống không chắc chắn | [ 3 ] |
| 12 tháng 4, 2020 | Seoul           | Hàn Quốc    | Sân vận động Olympic Seoul          | Lo ngại về đại dịch COVID-19 và tình huống không chắc chắn | [ 3 ] |
| 18 tháng 4, 2020 | Seoul           | Hàn Quốc    | Sân vận động Olympic Seoul          | Lo ngại về đại dịch COVID-19 và tình huống không chắc chắn | [ 3 ] |
| 19 tháng 4, 2020 | Seoul           | Hàn Quốc    | Sân vận động Olympic Seoul          | Lo ngại về đại dịch COVID-19 và tình huống không chắc chắn | [ 3 ] |
| 25 tháng 4, 2020 | Santa Clara     | Hoa Kỳ      | Sân vận động Levi's                 | Lo ngại về đại dịch COVID-19 và tình huống không chắc chắn | [ 3 ] |
| 26 tháng 4, 2020 | Santa Clara     | Hoa Kỳ      | Sân vận động Levi's                 | Lo ngại về đại dịch COVID-19 và tình huống không chắc chắn | [ 3 ] |
| 2 tháng 5, 2020  | Pasadena        | Hoa Kỳ      | Rose Bowl                           | Lo ngại về đại dịch COVID-19 và tình huống không chắc chắn | [ 3 ] |
| 3 tháng 5, 2020  | Pasadena        | Hoa Kỳ      | Rose Bowl                           | Lo ngại về đại dịch COVID-19 và tình huống không chắc chắn | [ 3 ] |
| 5 tháng 5, 2020  | Pasadena        | Hoa Kỳ      | Rose Bowl                           | Lo ngại về đại dịch COVID-19 và tình huống không chắc chắn | [ 3 ] |
| 9 tháng 5, 2020  | Dallas          | Hoa Kỳ      | Cotton Bowl                         | Lo ngại về đại dịch COVID-19 và tình huống không chắc chắn | [ 3 ] |
| 10 tháng 5, 2020 | Dallas          | Hoa Kỳ      | Cotton Bowl                         | Lo ngại về đại dịch COVID-19 và tình huống không chắc chắn | [ 3 ] |
| 14 tháng 5, 2020 | Orlando         | Hoa Kỳ      | Sân vận động Camping World          | Lo ngại về đại dịch COVID-19 và tình huống không chắc chắn | [ 3 ] |
| 17 tháng 5, 2020 | Atlanta         | Hoa Kỳ      | Sân vận động Bobby Dodd             | Lo ngại về đại dịch COVID-19 và tình huống không chắc chắn | [ 3 ] |
| 23 tháng 5, 2020 | East Rutherford | Hoa Kỳ      | Sân vận động MetLife                | Lo ngại về đại dịch COVID-19 và tình huống không chắc chắn | [ 3 ] |
| 24 tháng 5, 2020 | East Rutherford | Hoa Kỳ      | Sân vận động MetLife                | Lo ngại về đại dịch COVID-19 và tình huống không chắc chắn | [ 3 ] |
| 27 tháng 5, 2020 | Landover        | Hoa Kỳ      | FedExField                          | Lo ngại về đại dịch COVID-19 và tình huống không chắc chắn | [ 3 ] |
| 30 tháng 5, 2020 | Toronto         | Canada      | Trung tâm Rogers                    | Lo ngại về đại dịch COVID-19 và tình huống không chắc chắn | [ 3 ] |
| 31 tháng 5, 2020 | Toronto         | Canada      | Trung tâm Rogers                    | Lo ngại về đại dịch COVID-19 và tình huống không chắc chắn | [ 3 ] |
| 5 tháng 6, 2020  | Chicago         | Mỹ          | Soldier Field                       | Lo ngại về đại dịch COVID-19 và tình huống không chắc chắn | [ 3 ] |
| 6 tháng 6, 2020  | Chicago         | Mỹ          | Soldier Field                       | Lo ngại về đại dịch COVID-19 và tình huống không chắc chắn | [ 3 ] |
| 28 tháng 6, 2020 | Fukuoka         | Nhật Bản    | Fukuoka PayPay Dome                 | Lo ngại về đại dịch COVID-19 và tình huống không chắc chắn | [ 3 ] |
| 29 tháng 6, 2020 | Fukuoka         | Nhật Bản    | Fukuoka PayPay Dome                 | Lo ngại về đại dịch COVID-19 và tình huống không chắc chắn | [ 3 ] |
| 3 tháng 7, 2020  | London          | Anh         | Sân vận động Twickenham             | Lo ngại về đại dịch COVID-19 và tình huống không chắc chắn | [ 3 ] |
| 4 tháng 7, 2020  | London          | Anh         | Sân vận động Twickenham             | Lo ngại về đại dịch COVID-19 và tình huống không chắc chắn | [ 3 ] |
| 8 tháng 7, 2020  | Rotterdam       | Hà Lan      | De Kuip                             | Lo ngại về đại dịch COVID-19 và tình huống không chắc chắn | [ 3 ] |
| 11 tháng 7, 2020 | Berlin          | Đức         | Sân vận động Olympic                | Lo ngại về đại dịch COVID-19 và tình huống không chắc chắn | [ 3 ] |
| 12 tháng 7, 2020 | Berlin          | Đức         | Sân vận động Olympic                | Lo ngại về đại dịch COVID-19 và tình huống không chắc chắn | [ 3 ] |
| 17 tháng 7, 2020 | Barcelona       | Tây Ban Nha | Sân vận động Olympic Lluís Companys | Lo ngại về đại dịch COVID-19 và tình huống không chắc chắn | [ 3 ] |
| 18 tháng 7, 2020 | Barcelona       | Tây Ban Nha | Sân vận động Olympic Lluís Companys | Lo ngại về đại dịch COVID-19 và tình huống không chắc chắn | [ 3 ] |
| 23 tháng 7, 2020 | Osaka           | Nhật Bản    | Kyocera Dome Osaka                  | Lo ngại về đại dịch COVID-19 và tình huống không chắc chắn | [ 3 ] |
| 25 tháng 7, 2020 | Osaka           | Nhật Bản    | Kyocera Dome Osaka                  | Lo ngại về đại dịch COVID-19 và tình huống không chắc chắn | [ 3 ] |
| 26 tháng 7, 2020 | Osaka           | Nhật Bản    | Kyocera Dome Osaka                  | Lo ngại về đại dịch COVID-19 và tình huống không chắc chắn | [ 3 ] |
| 30 tháng 7, 2020 | Osaka           | Nhật Bản    | Kyocera Dome Osaka                  | Lo ngại về đại dịch COVID-19 và tình huống không chắc chắn | [ 3 ] |
| 1 tháng 8, 2020  | Osaka           | Nhật Bản    | Kyocera Dome Osaka                  | Lo ngại về đại dịch COVID-19 và tình huống không chắc chắn | [ 3 ] |
| 2 tháng 8, 2020  | Osaka           | Nhật Bản    | Kyocera Dome Osaka                  | Lo ngại về đại dịch COVID-19 và tình huống không chắc chắn | [ 3 ] |
| 7 tháng 8, 2020  | Saitama         | Nhật Bản    | MetLife Dome                        | Lo ngại về đại dịch COVID-19 và tình huống không chắc chắn | [ 3 ] |
| 8 tháng 8, 2020  | Saitama         | Nhật Bản    | MetLife Dome                        | Lo ngại về đại dịch COVID-19 và tình huống không chắc chắn | [ 3 ] |
| 1 tháng 9, 2020  | Tokyo           | Nhật Bản    | Tokyo Dome                          | Lo ngại về đại dịch COVID-19 và tình huống không chắc chắn | [ 3 ] |
| 2 tháng 9, 2020  | Tokyo           | Nhật Bản    | Tokyo Dome                          | Lo ngại về đại dịch COVID-19 và tình huống không chắc chắn | [ 3 ] |

## Map of the Soul ON:E
BTS Map of the Soul ON:E là buổi hòa nhạc trực tuyến kéo dài 2 ngày do BTS tổ chức nhằm quảng bá cho chuỗi Map of the Soul, bao gồm mini album Map of the Soul: Persona và album phòng thu Map of the Soul: 7 thay cho chuyến lưu diễn vòng quanh thế giới bị hoãn lại. Buổi hòa nhạc được phát sóng trực tiếp từ KSPO Dome ở Seoul vào ngày 10 đến 11 tháng 10 năm 2020. Ban đầu được dự kiến tổ chức với số người tham dự hạn chế cùng một buổi phát trực tuyến đồng thời nhưng Big Hit Entertainment sau đó hủy bỏ phần ngoại tuyến của buổi hòa nhạc do chính phủ thắt chặt các quy định hạn chế về đại dịch COVID-19. Buổi hòa nhạc có các danh sách biểu diễn khác nhau cho mỗi ngày và chi phí sản xuất ước tính cao hơn 8 lần so với chương trình trực tuyến trước đó, Bang Bang Con: The Live. Tổng cộng, buổi hòa nhạc có sự tham gia của 993.000 khán giả đến từ 191 quốc gia và vùng lãnh thổ.

### Danh sách tiết mục
1. "On"
2. "N.O"
3. "We Are Bulletproof Pt.2"
4. "Intro: Persona"
5. "Boy in Luv"
6. "Dionysus"
7. "Interlude: Shadow"
8. "Black Swan"
9. "Ugh!"
10. "00:00"
11. "My Time"
12. "Filter"
13. "Moon"
14. "Inner Child"
15. "Outro: Ego"
16. "Boy with Luv"
17. "DNA"
18. "Dope"
19. "No More Dream"

Encore
1. "Butterfly"
2. "Run"
3. "Dynamite"
4. "We Are Bulletproof: The Eternal"

1. On
2. N.O
3. We Are Bulletproof Pt.2
4. Intro: Persona
5. Boy in Luv
6. Dionysus
7. Interlude: Shadow
8. Black Swan
9. UGH!
10. 00:00
11. My Time
12. Filter
13. Moon
14. Inner Child
15. Outro: Ego
16. Boy with Luv
17. DNA
18. Dope
19. No More Dream

Encore
1. Spring Day
2. Idol
3. Dynamite
4. We Are Bulletproof: The Eternal